# Robert Greenblatt
Robert Greenblatt (* 16. srpna 1960 Rockford, Illinois) je americký televizní manažer, který působil sedm let jako šéf oddělení zábavy kabelové televize Showtime a v současné době zastává tuto funkci u televizní společnosti NBC.

## Životopis
Byl vychován v Rockfordu ve státě Illinois a navštěvoval Boylanskou katolickou střední školu. Získal bakalářský titul v divadelním management na Universitě v Illinois a titul magistr umění z univerzity Wisconsin's Madison School of Business. Také získal magisterský titul ze školy USC pro kino a televizi v programu Peter Stark Producing Program.

## Kariéra
Svou kariéru začal v televizní společnosti Fox Broadcasting Company, kde měl na starosti pořady v hlavním vysílacím čase a za jeho přispění vznikly seriály jako Beverly Hills 90210 a Melrose Place, Akta X a Správná pětka.
Ještě před svým nástupem ke společnosti Showtime získal Greenblatt řadu cen jako výkonný producent. Největším úspěchem byl seriál Odpočívej v pokoji, za který získal v roce 2002 Golden Globe Award v kategorii Nejlepší televizní dramatický seriál. Vedle toho získal řadu nominací na Emmy Award v roce 2003 získal Producers Guild Award, dále několik cen GLAAD a George Foster Peabody Award. Dále produkoval na dvě Emmy nominovaný miniseriál Elvis pro CBS a American Family pro PBS.
V letech 2003 až 2010 byl šéfem oddělení zábavy na stanici Showtime. Pod jeho vedením vznikaly původní seriály jako Weeds, Dexter, Tudorovci, Nurse Jackie a Tara a její svět a úspěšně pokračoval seriál Queer as Folk.
Jako muzikálový producent se podílel na jevištní adaptaci muzikálu 9 to 5, která měla premiéru na Broadwayi v dubnu 2009 a derniéru v září 2009. Národní turné začalo v září 2010. Muzikál byl nominován na čtyři ceny Tony Awards.
V současné době je předsedou NBC Entertainment. V lednu 2011 nahradil Jeffa Gaspina poté, co společnost Comcast převzala kontrolu nad nově přejmenovaným NBCUniversal.
Sebou k NBC si vzal i svůj nový seriál Smash, který měla původně vysílat televizní stanice Showtime. V souvislosti se změnou televizní společnosti bylo nutné přesunout 20 minut natočeného materiálu z prvního dílu a vložit ho do druhé a třetí epizody. První sezóna seriálu měla premiéru 6. února 2012.

## Osobní život
Je homosexuál a první a v současné době[kdy?] jediný otevřeně homosexuální šéf televizního vysílání. Jeho partnerem byl v letech 2010 a 2011 homosexuální herec a producent Robert Gant.